# Wolga (Schiffstyp)
Die Fluss-Seeschiffe der Serie Wolga (russisch Волга) sind fluss- und kanalgängige Küstenmotorschiffe.

## Geschichte
Hergestellt wurden die Schiffe ab 1986 bis Ende der 1990er Jahre. Die Werft Krasnoje Sormowo in Gorki baute den Typ Wolga in zwei Baureihen, dem Grundtyp Projekt 19610 (auch Wolga I) und der kürzeren Variante Projekt 19611 (Wolga II). Allein in den ersten zehn Baujahren wurden über 30 Einheiten gebaut. Somit zählt der Typ zu den erfolgreicheren Entwürfen dieser Art. Die Verteilung der Schiffe erfolgte auf die folgenden drei Reedereien Беломорско-Онежское пароходство (БОП, Belomorsk-Onschskoe parochodstwo, englisch White Sea & Onega River Shipping Company)  sowie Северо-Западное пароходство (Nord-West Reederei, englisch North-Western River Shipping Company) in St. Petersburg und Главречфлот (deutsch Glawretschflot) in Nikolajewsk am Amur.
Die Schiffe der beiden Varianten unterscheiden sich im Wesentlichen durch ihre Größe und die Ausrüstung mit verschiedenen Motorenbaumustern sowie einigen kleineren Besonderheiten, mit denen sie auf den jeweiligen Einsatz abgestimmt wurden. Alle Schiffe erhielten den Namen Волга (deutsch Wolga, englisch Volga), gefolgt von einer Zahl, beginnend ab 4001 und aufwärts.
Eingesetzt werden die Schiffe vorwiegend auf kombinierten Binnen- und Küstendiensten der kleinen Fahrt. In Nordeuropa werden die Wolgas meist im Ostseeraum genutzt, teilweise aber auch bis in die Nordseehäfen. Die Nutzung wird dabei durch die Limitierung auf Fahrten bei geringeren Windstärken und bestimmten Höchstabständen zur Küste eingeschränkt. Das führt insbesondere in einigen Nordseeflussmündungen bei entsprechenden Schlechtwetterlagen vereinzelt zu mehreren von Windliegern dieses Typs.

## Technik
Angetrieben werden die Schiffe der Baureihe von zwei 4-Takt-Dieselmotoren. In der Serie wurden Motorbaumuster verschiedener Hersteller verbaut. Die ersten 25 Schiffe wurden mit je zwei Exemplaren des Typs 8NVD48A-2U des Herstellers VEB Schwermaschinenbau „Karl Liebknecht“ mit zusammen 1912 kW bestückt, die zweite Variante erhielt je zwei Motoren des Typs 8NVDS48A-3U desselben Herstellers.
Die Rümpfe wurden in Sektionsbauweise zusammengefügt. Die Schiffe besitzen weit achtern angeordnete feste Aufbauten ohne Hubbrücke. Die Wolga-I-Schiffe verfügen über vier Laderäume mit 6843 m3 Getreiderauminhalt und vier Luken. Sie sind in der Lage, bis zu 140 TEU-Container zu befördern. Die kürzeren Wolga-II-Schiffe verfügen über drei Laderäume und drei Luken. Sie sind in der Lage, bis zu 104 TEU-Container zu befördern. Alle Schiffe wurden ohne Ladegeschirr abgeliefert.